# Vic Sarin
Vic Sarin (* 10. Juni 1941 in Srinagar, Kaschmir, Indien) ist ein kanadischer Kameramann und Filmregisseur.

## Leben
Vic Sarin wurde als Sohn eines Kinobesitzers in Srinagar geboren. Sein Vater trat später dem Außenministerium in Neu-Delhi bei und wurde Diplomat in Australien, wo Sarin seine Jugend verbrachte. Zu seinem 16. Geburtstag erhielt er seine erste 16-mm-Kamera und begann sich für das Handwerk des Kameramannes zu interessieren. Nach seinem Studium der Elektrotechnik an der Universität Melbourne wanderte er, laut eigener Aussage durch den kanadischen Schauspieler Gordon Pinsent inspiriert, nach Kanada aus. Ab 1963 lebte er in Toronto und arbeitete über 23 Jahre für CBC Television als Kameramann und Regisseur.

## Filmografie (Auswahl)
- 1979: Riel – Rebell wider Willen (Riel)
- 1981: Der schmale Weg des Glücks (Heartaches)
- 1985: Zuchthaushyänen (Turning to Stone)
- 1986: Tanz aus dem Dunkel (Dancing in the Dark)
- 1987: Abgründe (Loyalties)
- 1987: Die Unbarmherzigen (Nowhere to Hide)
- 1988: Crazy Balloon (Norman’s Awesome Experience)
- 1988: Verliebt, verlobt, verheiratet (Family Reunion) (Regie)
- 1990: Zum Haß verdammt (Love and Hate: The Story of Colin and Joanne Thatcher)
- 1991: Simons Sehnsucht (On My Own)
- 1994: Der eisige Atem des Todes (Cold Sweat)
- 1994: Sea People – Die Menschen aus dem Meer (Sea People) (auch Regie)
- 1994: Der Fall Pauloosie Toosuk (Trial at Fortitude Bay) (Regie)
- 1995: Das Ende aller Träume (Margaret’s Museum)
- 1995: Hilferuf aus den Flammen (Not Our Son)
- 1995: Vermächtnis des Herzens (Wounded Heart) (auch Regie)
- 1996: Die Legende von Gatorface (The Legend of Gator Face) (Regie)
- 1996: Leinen los für die Liebe (Hearts Adrift) (auch Regie)
- 1997: Power in Vaters Schuhen (In His Father’s Shoes) (Regie)
- 1999: Die Menschen aus dem Meer (Sea People) (auch Regie)
- 2000: Left Behind (Regie)
- 2004: Love on the Side (auch Regie)
- 2022: Sugar (auch Regie)